# Sole e amore
Sole e amore è una romanza per voce e pianoforte di Giacomo Puccini.
Composta tra febbraio e marzo 1888, fu pubblicata il 15 dicembre 1888 sul supplemento del periodico artistico-musicale genovese "Paganini" (anno II, n. 23).
L'autografo fu donato da Puccini a Francesco Paolo Tosti nel 1906 e presenta alcune varianti minori rispetto all'edizione a stampa.
Non è indicato il nome dell'autore dei versi, ma la metrica assai libera e lo stesso linguaggio utilizzato sembrano suggerire che siano stati scritti dallo stesso Puccini. Il testo è liberamente - e scherzosamente - ispirato al sonetto Mattinata di Giosuè Carducci. Si confrontino i due distici
con il testo della romanza:
Si noti il vezzo di musicare la dedica e la firma. Proprio a questo punto, tuttavia, l'autografo diverge dalla stampa, recando invece una data (anch'essa rigorosamente da intonare): "il primo di marzo dell'ottantotto". È in base a questo elemento che la composizione è stata datata, anche se Ernesto Paolone ha avanzato l'ipotesi che potesse riferirsi non al giorno in cui la romanza fu terminata, bensì alla data di un incontro amoroso.
La musica di Sole e amore è molto nota. Si tratta infatti del motivo del finale del terzo quadro della Bohéme ("Addio dolce svegliare alla mattina"). Nella dedica a Tosti Puccini annotò: "al mio carissimo F. P. Tosti / questo germe primo / di Bohème / Milano G. Puccini / 1. aprile [1]906".
Identica è anche la tonalità (Sol bemolle maggiore), mentre il movimento è più mosso (Allegretto mosso, secondo l'indicazione della prima edizione, invece di Andante con moto).
Composta da Puccini mentre stava ultimando Edgar, la sua seconda opera, questa breve romanza di 38 battute presenta alcuni tratti tipici del suo stile, quali gli accompagnamenti in controtempo e la condotta rapsodica del dettato melodico, in cui durate e intervalli si dilatano e contraggono dove meno te l'aspetti. La ritmica è resa altrettanto piccante dalla frequente sottolineatura del terzo tempo di ciascuna misura, ottenuta mediante effetti di accelerazione melodica (quartine o terzine che sembrano suggerire l'uso del "rubato") e veri e propri accenti armonici (in particolare nella sezione centrale: "Il sole dice: "O dormiente [...]").